# Madre (película de 1952)

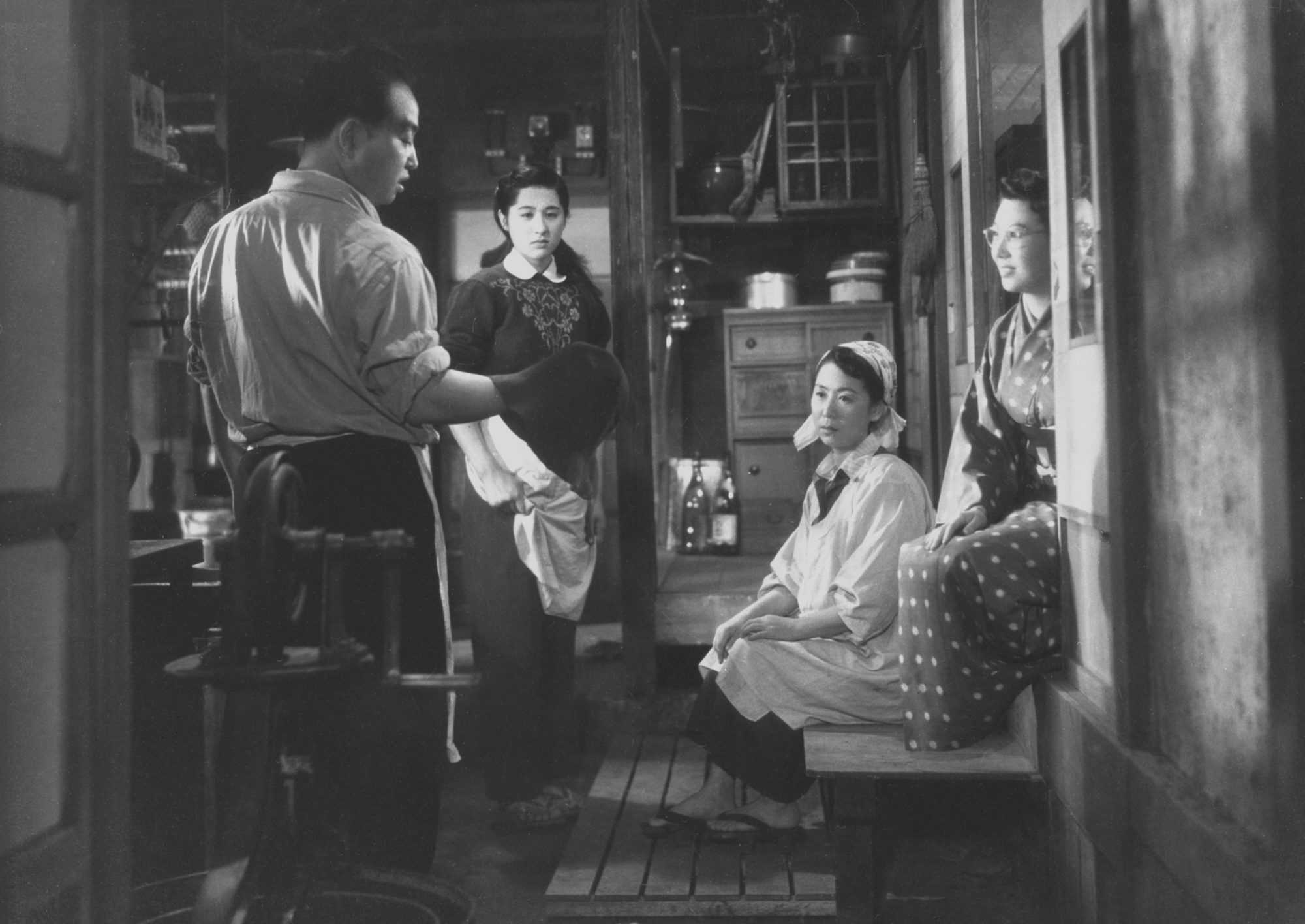
Escena de la película con (desde la izquierda) Daisuke Katō, Kyōko Kagawa, Kinuyo Tanaka y Chieko Nakakita

Madre (おかあさん Okaasan?) es una película dramática japonesa de 1952 dirigida por Mikio Naruse y protagonizada por Kinuyo Tanaka en el papel principal. El guion de Yōko Mizuki se basa en la participación ganadora de un concurso escolar de redacción de ensayos.

## Sinopsis
Contada desde el punto de vista de Toshiko, la segunda hija de tres miembros de la familia Fukuhara, la película describe las luchas de su madre Masako durante los años de la posguerra. Primero, Masako pierde a su hijo, que se enfermó por trabajar en una tienda de telas de terciopelo, luego a su esposo, Ryosaku, que arruinó su salud por trabajar demasiado durante la guerra. El amigo de Ryosaku, Kimura, se une a la lavandería de la familia y le muestra a Masako cómo manejar el negocio, observado con cautela por Toshiko, quien se opone a la idea de que su madre podría casarse con él. Para reducir las dificultades financieras de los Fukuhara, y debido a que no tienen hijos después de perder a su hijo en la guerra, el hermano de Ryosaku y su esposa adoptan a la hija menor, Chako. Kimura finalmente deja el negocio para abrir su propia lavandería en Chiba, y Toshiko y el joven panadero Shinjiro reflexionan sobre casarse algún día. Al ver a su madre jugar con su primo pequeño Tetsu, Toshiko se pregunta si es feliz y desea vivir una vida larga.

## Reparto
- Kinuyo Tanaka como Masako Fukuhara;
- Kyōko Kagawa como Toshiko Fukuhara;
- Eiji Okada como Shinjiro;
- Daisuke Katō como Kimura;
- Yafu Mishima como Ryosaku Fukuhara;
- Chieko Nakakita como Noriko, la hermana de Masako;
- Eiko Miyoshi como la madre de Ryosaku;

## Recepción
El historiador de cine Donald Richie calificó a Madre como una de las mejores películas de Naruse, pero también atípica, porque los protagonistas escapan de la tragedia que generalmente se cierne sobre los personajes de Naruse. La biógrafa de Naruse, Catherine Russell, notó un mayor grado de sentimentalismo en esta película en comparación con otras obras del director de este período.
Madre se proyectó en París en 1954 y recibió la atención de críticos como André Bazin y los escritores de Cahiers du Cinéma.

## Premios
1953 – Premios Blue Ribbon
- - Mejor director – Mikio Naruse
  - Mejor actor de reparto  – Daisuke Katō

1953 – Premios de cine de Mainichi
- - Mejor banda sonora de película – Ichirō Saitō
  - Mejor actor de reparto – Daisuke Kato
  - Mejor actriz de reparto – Kyōko Kagawa[6]